# Falciot fosc
El falciot fosc (Cypseloides niger) és una espècie d'ocell de la família dels apòdids (Apodidae).

## Descripció
- És el falciot més gran d'Amèrica del Nord, amb una llargària de 18 – 19 cm i un pes de 45 g.
- Gairebé completament negre, amb la cua lleugerament forcada.

## Hàbitat i distribució
Vola molt alt, criant en parets rocoses prop de cascades de les muntanyes del sud-est d'Alaska, Colúmbia Britànica, sud-oest d'Alberta, nord-oest dels Estats Units, Califòrnia i altres Estats del sud-oest, Mèxic, Amèrica Central i les Antilles.
Les poblacions del continent fan moviments migratoris poc coneguts.